# Die Krähen Krefeld
Die Krähen Krefeld e. V. sind eine Amateur-Kabarettgruppe aus Krefeld. Sie bestehen seit 1985 und führen den Reinerlös aus den Veranstaltungen wohltätigen Zwecken zu.

## Geschichte
Die Krähen wurden im Jahr 1985 vom Krefelder Kabarettisten Jochen Butz gegründet. Zehn Gleichgesinnte aus seinem Freundeskreis – vier Mediziner, ein Studienrat, zwei Betriebswirte, ein Ingenieur, ein Amtsleiter und ein Gutachter – trafen sich mit dem Ziel, ein Kabarett zu gründen, das thematisch vorwiegend auf die Region Niederrhein abhebt und den Stoff von der Straße aufpickt. Die gesamten eingespielten Reinerlöse sollten stets karitativen Zwecken zukommen.
Der Name Krähen geht auf Krähenfeld, die mutmaßliche Bedeutung des Ortsnamens der Stadt Krefeld, zurück.
Die Uraufführung mit dem Programm „Sender Krähenfeld“ war wichtig für den späteren regionalen Hörfunk und wurde vor 130 Gästen in der Krefelder Gaststätte Herbst Pitt auf die Bretter gebracht. In der ersten Saison erreichte man mit vier Aufführungen rund 600 Personen und baute die Kapazität durch mehr Veranstaltungen und größere Säle auf inzwischen über 3.000 Zuschauer pro Saison aus.

## Mitglieder
Zu den aktiven Ensemble-Mitgliedern der Krähen gehören in der Saison 2025/2026 Peter Gronsfeld, Mick Schneiders, Udo Paniczek, Christa Teichmann, Bernhard Schauws, Bettina Deudon, Jacqueline Kraatz, Günter Nuth, Oliver Jesberger, Christopher Neumann und Florian Steinhäuser (pausiert ab 2025).
Ehemalige Krähen-Mitglieder sind:
- Christian Cronenberg
- Hendrik Rungelrath
- Heiner Kaltenmeier
- Christoph Butz
- Fred Holt (1985–2007)
- Theo Versteegen (1985–2007)
- Dirk Blondin (1994–2007)
- Frank Neubert (1990–2007)
- Roland Donner (2000–2005)
- Bernd Skowronek (1985–2000)
- Rüdiger Gering (1987–1990, 1994)
- Herbert Eichmanns (1991–1992)
- Henk Daamen (1985–1990)
- Hermann Ehring (1985–1990)
- Klaus Fischer (1985–1990)
- Richard Hagemeyer (1985–1990)
- Willie Funken (1985–1987)

## Gemeinnützigkeit
Seit ihrer Gründung haben Die Krähen mehr als 400.000 € eingespielt und für karitative, gemeinnützige und kulturelle Zwecke ausgegeben. Durch Sponsoring fallen nur geringste Kosten an.
Spendenbeispiele
- Krefelder Einzelschicksale: ca. 90.000 € (1985–2005)
- Einzelschicksale über Stadt Krefeld, Amt für Kinder, Jugendliche und Familien: ca. 55.000 € (1992–1999)
- AKF Sommerspielplatz, Arbeitskreis Krefelder Frauenverbände Spiel ohne Ranzen: ca. 15.000 € (1985–1995)
- Seniorenheime: 20.000 € (1994–2003)
- donum vitae: 10.000 € (2000)
- AKKU, Aktion Kunst und Kultur im Unterricht: 8.000 €
- Hospiz-Stiftung, Krefeld 12.500 € (2001)
- Förderverein Theater die Komödianten: 7.500 € (2001)
- Flutopfer Grimma, Sachsen: 37.500 € (2002/03)
- SKM + Caritasverband 10.000 €: (1993–1998)
- Patenschaft für das Krähennest (seit 2004), eine Einrichtung des SKF (Sozialdienst Kath. Frauen): Nachmittagsbetreuung von verhaltensauffälligen Schulkindern

## KabarettpreisKrefelder Krähe
Die Krefelder Krähe ist eine von den Krähen 2005 ins Leben gerufene Auszeichnung, die jedes Jahr im Wechsel an einen prominenten Kabarettisten bzw. an einen Nachwuchskabarettisten verliehen wird.